# Panotima luculenta
Panotima luculenta là một loài bướm đêm trong họ Crambidae.